# Saint-Laurent-sur-Oust
 Saint-Laurent-sur-Oust  (en bretón Sant-Laorañs-Graeneg) es una población y comuna francesa, situada en la región de Bretaña, departamento de Morbihan, en el distrito de Vannes y cantón de Rochefort-en-Terre.

## Demografía
| 262 | 271 | 272 | 293 | 281 | 271 |
| Para los censos de 1962 a 1999 la población legal corresponde a la población sin duplicidades (Fuente: INSEE [Consultar]) |     |     |     |     |     |